# Godiva Chocolatier
La Godiva Chocolatier è un'azienda dolciaria belga, specializzata nella produzione di cioccolato, e di proprietà della turca Yıldız Holding e della sudcoreana MBK Partners.

## Storia

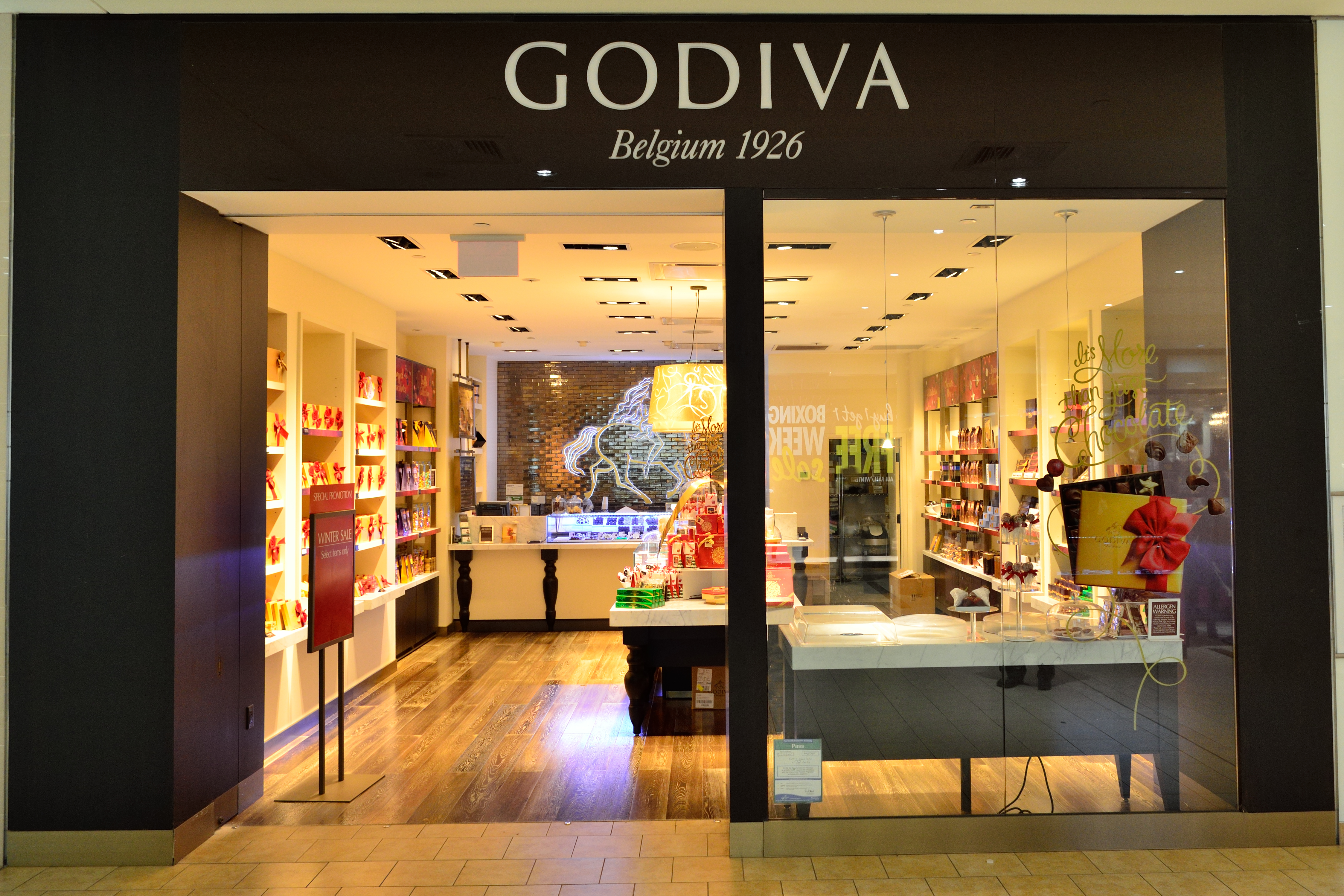
Negozio della Godiva Chocolatier

La Godiva Chocolatier venne fondata a Bruxelles nel 1926 dalla famiglia Draps, che aprì il suo primo negozio presso la Grand Place. Il nome della Godiva si ispira a quello della leggendaria nobildonna Lady Godiva. Il primo punto vendita della Godiva aperto all'infuori del Belgio venne inaugurato a Rue Saint-Honoré (Parigi) nel 1958. Nel 1966, i prodotti dell'azienda dolciaria iniziarono a essere venduti per la prima volta negli Stati Uniti. Durante l'anno seguente, la Godiva venne ceduta dai Draps alla Campbell's. Nel 1972, venne aperto il primo negozio dell'azienda belga del Nord America, che era collocato nella Fifth Avenue (New York).
Nel 2007, la Godiva Chocolatier ottenne un fatturato di circa 500 milioni di dollari statunitensi. Durante il mese di agosto di quell'anno, la Campbell's annunciò che stava valutando la possibilità di adottare diverse strategie aziendali fra cui la cessione dell'attività a terzi. In quella situazione, la società dichiarò che "il business premium del cioccolato non è compatibile con l'attenzione strategica che la Campbell rivolge ai pasti semplici". Nel mese di dicembre del 2007, la Campbell annunciò di aver stipulato un accordo per vendere la Godiva alla Yıldız, azienda di Istanbul che detiene la Ülker, ed la maggiore produttrice di beni di consumo in Turchia. L'acquisizione venne completata nel mese di marzo del 2008, e costò alla Yıldız 850 milioni di dollari.
Nel 2016, la Godiva disponeva di 650 negozi in tutto il mondo, cento dei quali nella sola Cina.
Nel 2017, l'azienda aprì il suo primo negozio in Australia, inaugurò il suo Pierre Draps Chocolate Research & Development Center a Bruxelles, e aprì il suo flagship store nel Rockefeller Center.

## Controversie
La Godiva Chocolatier venne accusata di aver impiegato della manodopera minorile nell'ambito della produzione del cacao.
Durante un test in laboratorio avvenuto all'interno dell'istituto del consumo tedesco Stiftung Warentest, il cioccolato al latte di Godiva risultò essere fortemente contaminato di nichel.